# Bagosi Márton
Bagosi Márton, Martinus Bagosi (17. század második fele – 1732 után) református lelkész.

## Élete
Debrecenben tanult, ahol 1687. június 12-én beiratkozott a togátus diákok közé. 1694 és 1696 márciusa között rektor volt Losoncon, majd ezt követően külföldre ment és 1696-tól a franekeri egyetemen tanult református teológiát, ahová 1696. augusztus 28-án iratkozott be. 1698 őszén tért haza, ahol először Bőcson, 1711-től Ónodon, utána 1732-ig Vitkán, ezt követően pedig Olcsvaapátiban szolgált lelkészként.

## Munkája
- Dissertatio theologica de typico Abrahami conjugio. Franeker, 1697.